# DarkBASIC
DarkBASIC ist eine integrierte Entwicklungsumgebung (IDE) und eine Programmiersprache, die beide vom britischen Unternehmen The Game Creators entwickelt wurden. Die Sprache ist ein BASIC-Dialekt und greift auf die DirectX-Programmbibliotheken von Microsoft zurück. Ein besonderes Merkmal ist, dass Befehle auch Leerzeichen enthalten können.
DarkBASIC ermöglicht einen einfachen Umgang mit 3D-Objekten, Grafiken, Sounds sowie anderen Medien.

## DarkBASIC
Die erste Version von DarkBASIC, auch DarkBASIC Classic genannt (kurz DB oder DBC), erschien 1999. In dieser Variante werden die erstellten Programme BASIC-typisch interpretiert.
DarkBASIC benutzt die Funktionen der DirectX-Versionen 6 bis 8.1.
Durch einen Patch, der im Jahr 2000 erschien, wurden Netzwerk-Funktionen hinzugefügt. Diese Version wird inzwischen nicht mehr weiter entwickelt.
Der Hersteller betreibt ein Programm, welches diese Software für Schulen kostenlos anbietet.

## DarkBASIC Professional
Die Professional-Version von DarkBASIC (kurz DBP), welche in Deutschland unter dem Namen 3D Games Creator vertrieben wird, erschien im Jahr 2002.
Sie beinhaltet eine neue, benutzerfreundlichere IDE und weitere Verbesserungen, welche die Sprache und die Technik der mitgelieferten Befehle betrifft. Beispielsweise unterstützt DarkBASIC Professional neue Dateiformate, die es in der Classic-Version nicht gab. Unter anderem gehören dazu Half-Life- oder Quake-III-Arena-Karten, außerdem werden die Programme in echten Maschinencode übersetzt.
Diese Variante von DarkBASIC nutzt außerdem die DirectX-Versionen 8 und 9 (aktuell 10.0 Februar 2008).
Für diese Version existieren Erweiterungen des Herstellers selbst sowie von der Community bereitgestellte.
Im November 2015 wurde Quellcode von DarkBASIC Professional auf GitHub veröffentlicht.

## Quelltextbeispiele

### Hello World
```
   
PRINT
 
"Hello World"

   
WAIT
 
KEY
  
'der Befehl ist nötig, damit das Programm nicht sofort beendet wird

```

### 3D-Beispiel
Bewege einen Würfel über den Bildschirm mit den Pfeiltasten
```
   
sync
 
on
   
' aktiviere die manuelle Bildschirmsyncronisation

   
sync
 
rate
 
60
  
' setze die Bildschirmwiederholungsrate auf 60Hz

   
rem
 
' deaktiviere die automatische Programmbeendung durch die [Esc]-Taste

   
disable
 
escapekey

   
make
 
object
 
cube
 
1
,
 
100
    
' erstelle einen Würfel mit der Größe 100

   
posz
 
=
 
10

   
posx
 
=
 
10

   
posy
 
=
 
10

   
repeat
    
' start Hauptschleife

      
' Steuere die Position des Würfels

      
if
 
upkey
()
 
=
 
1
 
then
 
inc
 
posy

      
if
 
downkey
()
 
=
 
1
 
then
 
dec
 
posy

      
if
 
leftkey
()
 
=
 
1
 
then
 
dec
 
posx

      
if
 
rightkey
()
 
=
 
1
 
then
 
inc
 
posx

      
position
 
object
 
1
,
 
posx
,
 
posy
,
 
posz
    
' positioniere das Objekt neu

      
sync
   
' aktualisiere das Bild

   
until
 
escapekey
()
 
=
 
1
  
' beende die Hauptschleife, wenn [Esc]-Taste gedrückt

   
delete
 
object
 
1
   
' lösche das am Anfang erstelle Objekt

   
end
   
' beende das Programm

```

## Sync On
Die Sync On war ein seit 2002 jährliches stattfindendes Treffen der deutschen DarkBASIC Community, dort wurden Vorträge zur Spieleentwicklung gehalten, Spiele sowie Programme vorgestellt. Bei diesen Treffen war auch bereits der Hauptentwickler Lee Bamber aus dem Vereinigten Königreich zu Gast.
Folgende Veranstaltungsorte sowie Gastgeber traten in der Vergangenheit auf.
- 2002 in Bamberg von Thomas Görtler und Michael Karg
- 2003 in Bamberg von Thomas Görtler und Michael Karg
- 2004 in Bamberg von Thomas Görtler
- 2005 in Berlin von D-Man
- 2006 in Altenstadt von Stephan Geist

## Mit DarkBASIC erstellte Programme
- FPS Creator – Ein Programm, welches ein einfaches Zusammenstellen eines Ego-Shooters ermöglicht.
- Tom Yum Goong – Spielumsetzung des gleichnamigen Films, mehr als 30.000 Einheiten wurden verkauft.

## Sonstiges
Ein in den Nachrichtenmedien kursierendes „Hackerfoto“ enthielt DarkBASIC-Code. Das zugehörige Programm entstand Ende 2011 während eines Programmierkurses zu DarkBASIC an einer amerikanischen Schule und war ursprünglich für die Simulation eines Toasters bestimmt.

## Rezeption
Die US-amerikanische Fachzeitschrift Game Developer widmete DarkBASIC Professional 2003 einen ausführlichen Testbericht und bewertete es mit 4 von 5 Punkten.